# Beauce Jaros
Beauce Jaros byl profesionální kanadský klub ledního hokeje, který sídlil v Saint-Georges v provincii Québec. V letech 1975–1976 působil v profesionální soutěži North American Hockey League. Jaros ve své poslední sezóně v NAHL skončily v základní části. Klub byl během své existence farmou Edmontonu Oilers. Své domácí zápasy odehrával v hale Centre Sportif Lacroix-Dutil s kapacitou 2 476 diváků. Klubové barvy byly oranžová, hnědá a bílá.

## Přehled ligové účasti
Zdroj: 
- 1975–1976: North American Hockey League (Východní divize)
- 1976: North American Hockey League